# Cómo duele callar
Cómo duele callar es una telenovela mexicana dirigida por Miguel Córcega y producida por Eugenio Cobo para la cadena de televisión Televisa. 
Se estrenó por El Canal de las Estrellas el 30 de marzo de 1987 en reemplazo de Cicatrices del alma y finalizó el 23 de octubre del mismo año, siendo reemplazado por Tal como somos.
Fue protagonizada por Nuria Bages, Enrique Rocha, Cynthia Klitbo y Edgardo Gazcón, y con las participaciones antagónicas de Alma Muriel, Joaquín Cordero y Guillermo García Cantú.

## Argumento
En un pequeño pueblo de Veracruz se desarrolla la historia de tres grupos familiares unidos por secretos, pasiones, odios y rencores. El primero de ellos el conformado por dos hermanas Montenegro, la inescrupulosa Aurelia y la sumisa Eugenia, quienes viven solas en la hacienda de su propiedad, ambas ponen sus ojos en el capataz de la misma, Villegas, un hombre de bajas pasiones que se convertirá en el motivo de conflictos entre las dos hermanas. 
La segunda familia es la conformada por el adinerado Rosendo, su esposa Mercedes y la hija de ambos Cristina. La joven se enamora de Anselmo, perteneciente a la tercera familia, más humilde, conformada por sus abuelos Domingo y Jacinta y su hermano José Luis. Rosendo es un hombre ruin y malvado que se opone terminantemente a la relación entre su hija y Anselmo y se convertirá en el principal obstáculo para su relación. A su vez Domingo y Jacinta detestan a este hombre pues lo conocen muy bien, ya que en el pasado abandonó a su suerte a Clara, la hija de ellos, al momento de dar a luz. El parto le costó la vida a Clara, y para proteger al hijo que ella tuvo, mintieron diciendo que tampoco había sobrevivido. Pero la verdad es que está vivo. Rosendo les corresponde al odio que ambos sienten por él, el cual también se ha extendido a los dos nietos, sin sospechar que uno de ellos es el hijo que abandonó hace años.
José Luis en tanto, es el médico del pueblo y cuando Aurelia lo conoce se obsesiona con él, sin embargo él se enamora de la dulce Rosario, provocando la ira de Aurelia y Mauro, pretendiente de Rosario y que comparte la maldad de Aurelia. Ambos por su cuenta harán lo que sea por separar a la pareja. Así, la tranquilidad que alguna vez gozara el pueblo se verá altercada por las intrigas de Aurelia, Villegas, Rosendo y Mauro, así como por el secreto que dos familias enemigas juraron callar.

## Elenco
- Nuria Bages - Eugenia Montenegro Grisales
- Cynthia Klitbo - Cristina Cisneros Buenrostro
- Alma Muriel - Aurelia Montenegro Grisales
- Joaquín Cordero - Rosendo Cisneros Marcos
- Enrique Rocha - Villegas
- Norma Lazareno - Mercedes Buenrostro de Cisneros
- Graciela Mauri - Rosario Monzón
- Edgardo Gazcón - Anselmo Flores
- Guillermo García Cantú - Mauro
- Leonardo Daniel - José Luis Cisneros
- Ana Bertha Lepe - Jacinta
- Mónica Miguel - Casimira
- Juan Felipe Preciado - Domingo
- René Muñoz - Rufino
- Ricardo de Loera - Pancho
- Genoveva Pérez - Justina
- Graciela Bernardos - Filomena
- Federico Romano - Quirino
- Eugenio Cobo - Padre Antonio
- José Antonio Estrada - Sargento Moreno
- Guillermo Melo Guzmán - Detective

## Equipo de producción
- Original de: René Muñoz
- Dirección de cámaras: Alejandro Frutos
- Dirección de escena: Miguel Córcega
- Productor: Eugenio Cobo

## Premios

### Premios TVyNovelas 1988
| Categoría               | Nominado(a)     | Resultado |
| ----------------------- | --------------- | --------- |
| Mejor villano           | Joaquín Cordero | Nominado  |
| Mejor actriz joven      | Graciela Mauri  | Nominada  |
| Mejor actor joven       | Edgardo Gazcón  | Nominado  |
| Mejor actriz revelación | Cynthia Klitbo  | Nominada  |
| Mejor actor revelación  | Miguel Rodarte  | Nominado  |